# Tití emmascarat
El tití emmascarat (Callicebus personatus) és un primat platirrí de la família dels pitècids. Viu a l'est del Brasil, a la Mata Atlàntica, en boscos dispersos dels estats de Bahia, Minas Gerais, Rio de Janeiro i São Paulo. L'espècie sorgí de l'especiació al·lopàtrica del tití gris. Fa una mitjana de 95 cm de llargada, més de la meitat dels quals pertanyen a la cua. Pesa una mitjana de 1.300 g.